# Boñar
Boñar is een gemeente in de Spaanse provincie León in de regio Castilië en León met een oppervlakte van 180,62 km². Boñar telt 1.918 inwoners (1 januari 2016).

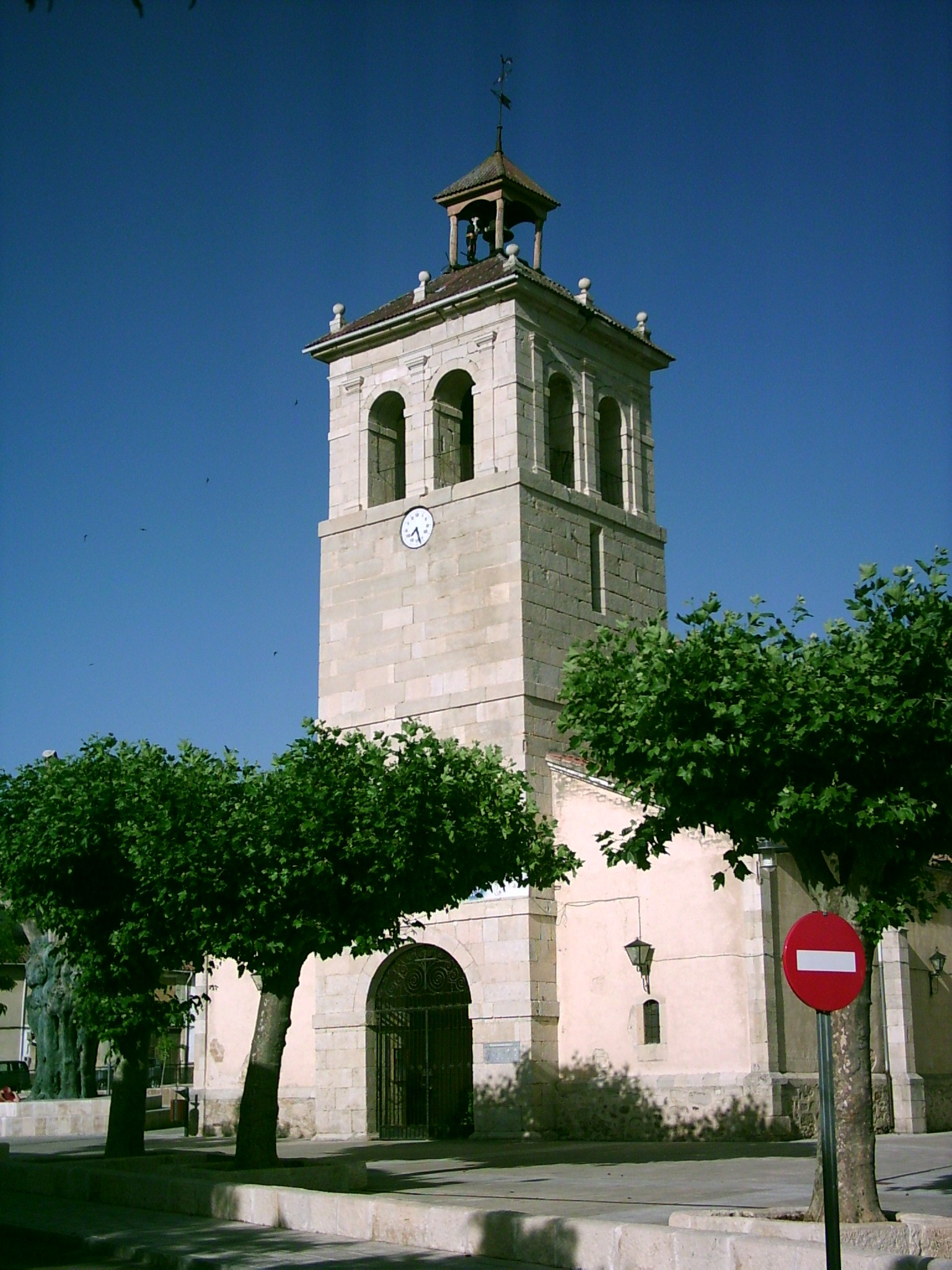
Kerk van Bonar
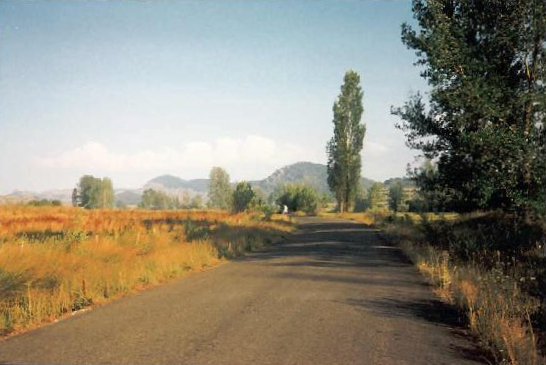
Omgeving van Bonar
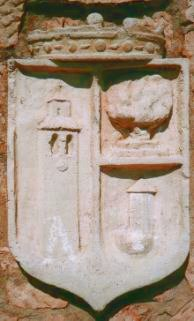
Wapen van Bonar
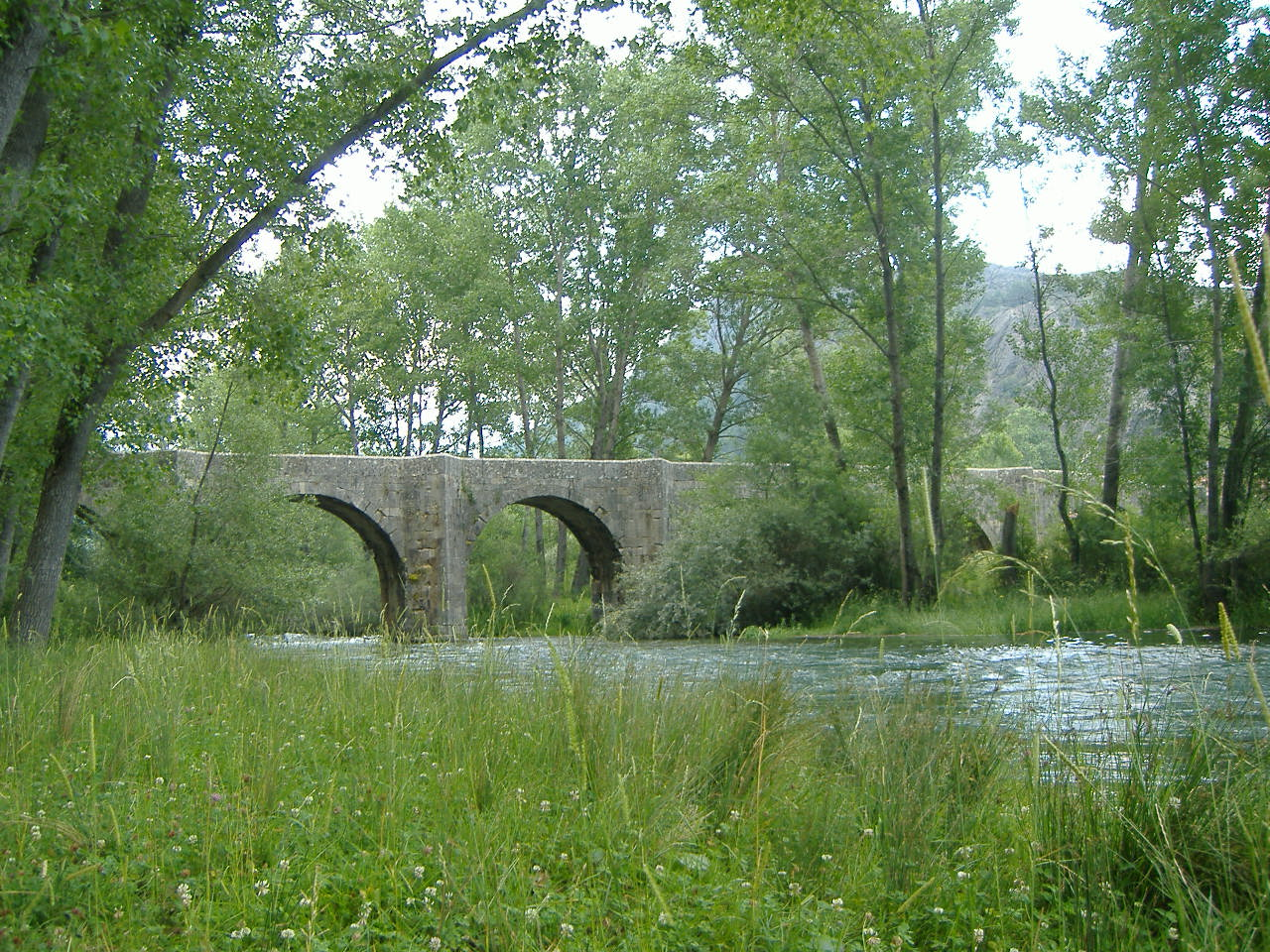
Brug bij Bonar
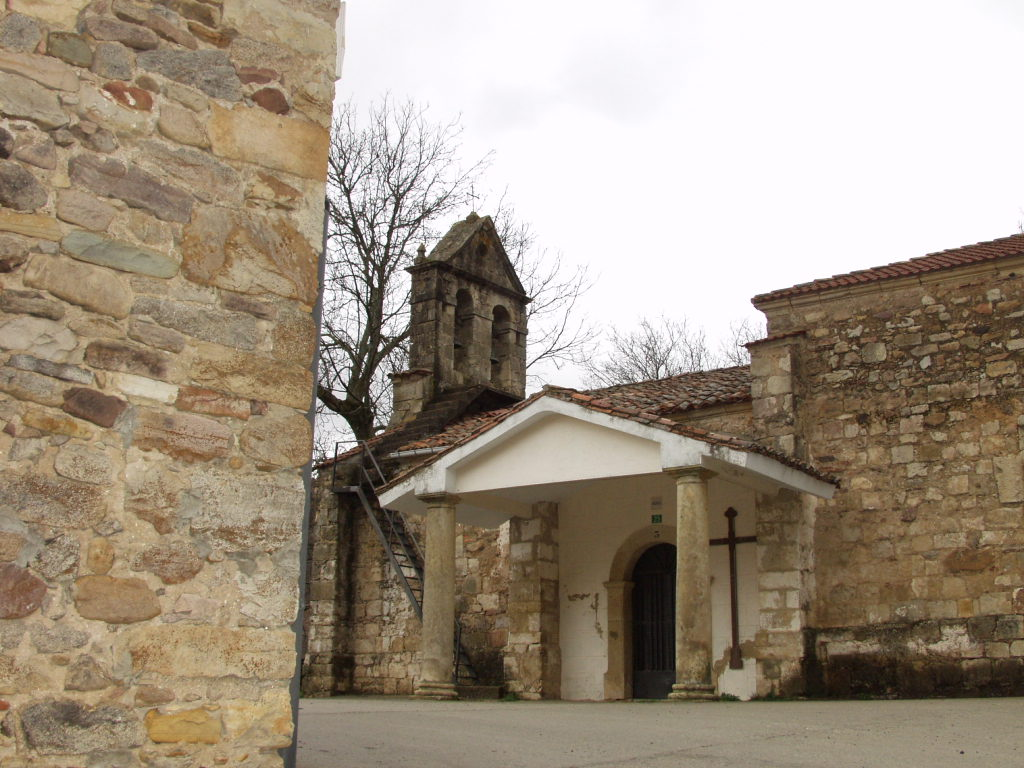
Cereced